# Radovan Lukavský

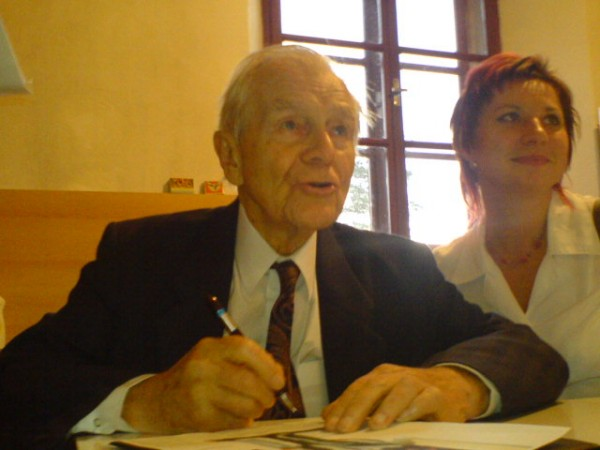
Radovan Lukavský (2007)

Radovan Lukavský (* 1. November 1919 in Prag; † 10. März 2008 ebenda) war ein tschechischer Schauspieler, Synchronsprecher und Drehbuchautor.

## Leben
Lukavský wurde 1919 in Prag in der Tschechoslowakei geboren und besuchte eine Schule in Český Brod. Er studierte an der Karls-Universität französische und englische Literatur. Während des Zweiten Weltkriegs wurde er zur Strafarbeit in ein Zwangsarbeitslager gebracht. Er beendete sein Studium erst nach seiner Befreiung aus dem Lager. Er lernte das Schauspiel an einer Prager Schauspielschule.
Seine ersten Erfahrungen als Bühnendarsteller sammelte er ab 1946 im Divadlo na Vinohradech, einem Theater im Prager Stadtteil Vinohrady. Es folgten überwiegend Besetzungen als rechtschaffene und gute Charaktere, die er aufgrund seines Aussehens und seiner Stimme glaubwürdig verkörpern konnte. Ab 1957 wechselte er ins Národní divadlo, wo er knapp 50 Jahre lang auftrat. Zu seinen großartigsten Inszenierungen gehörten die Rolle des Puck in William Shakespeares Ein Sommernachtstraum und die des Sergeants in Bertolt Brechts Mutter Courage und ihre Kinder. Er schrieb auch selber Theaterstücke. Mit 88 Jahren kehrte er als Schauspieler ins Divadlo na Vinohradech zurück.
Er übernahm auch rund 180 Rollen in Film- und Fernsehproduktionen. Bekannt wurde er für einige Darstellungen in Märchenfilmen wie Die kleine Meerjungfrau von 1976, wo er den König des Meeres darstellte. 1995 erhielt er den Thalia Award für sein Lebenswerk. Von Václav Havel erhielt er eine Medaille für Verdienste um das Theater.
Lukavský verstarb am 10. März 2008 im Alter von 88 Jahren in Prag an einem Herzinfarkt.

## Filmografie

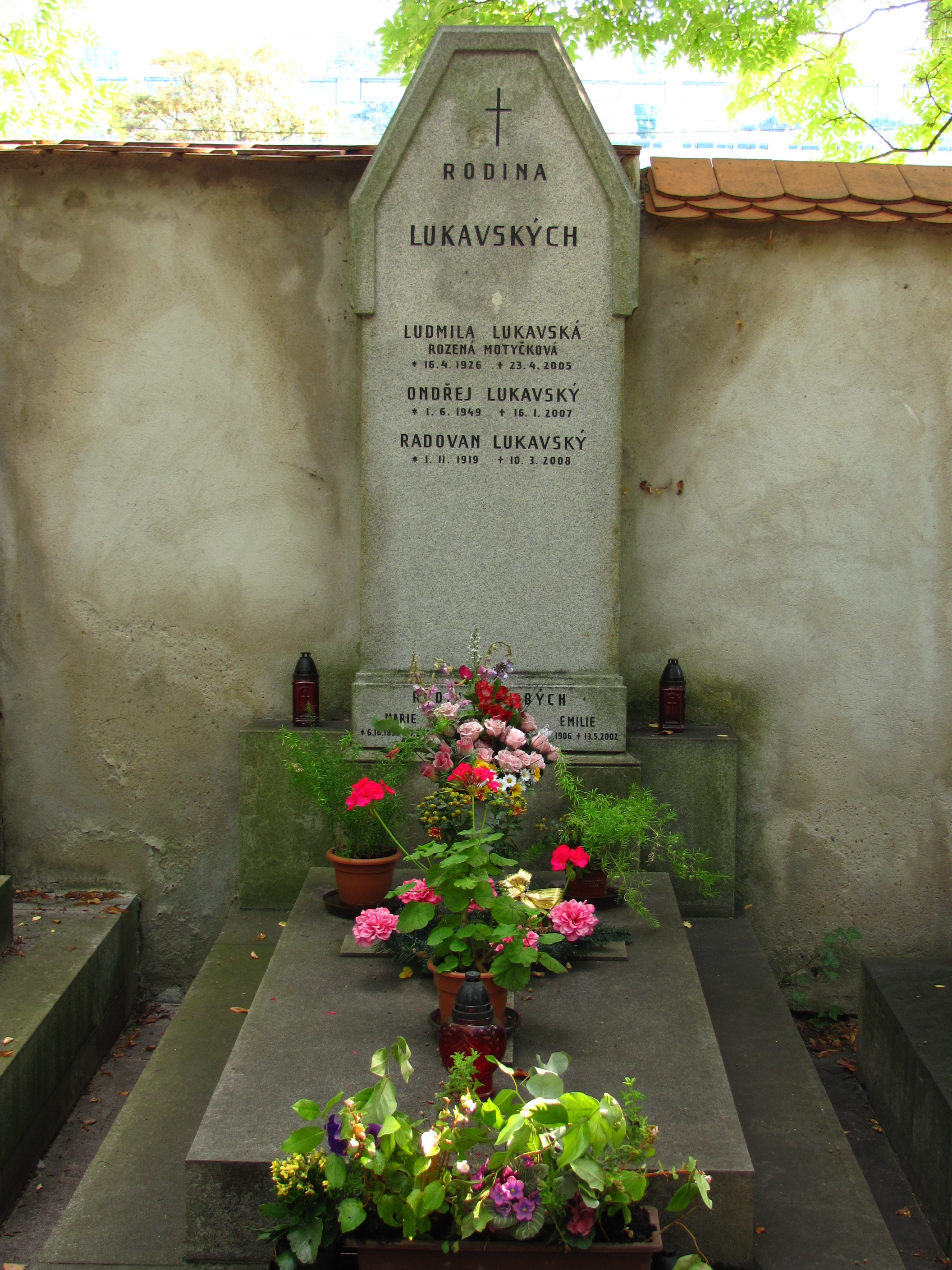
Grab von Radovan Lukavský

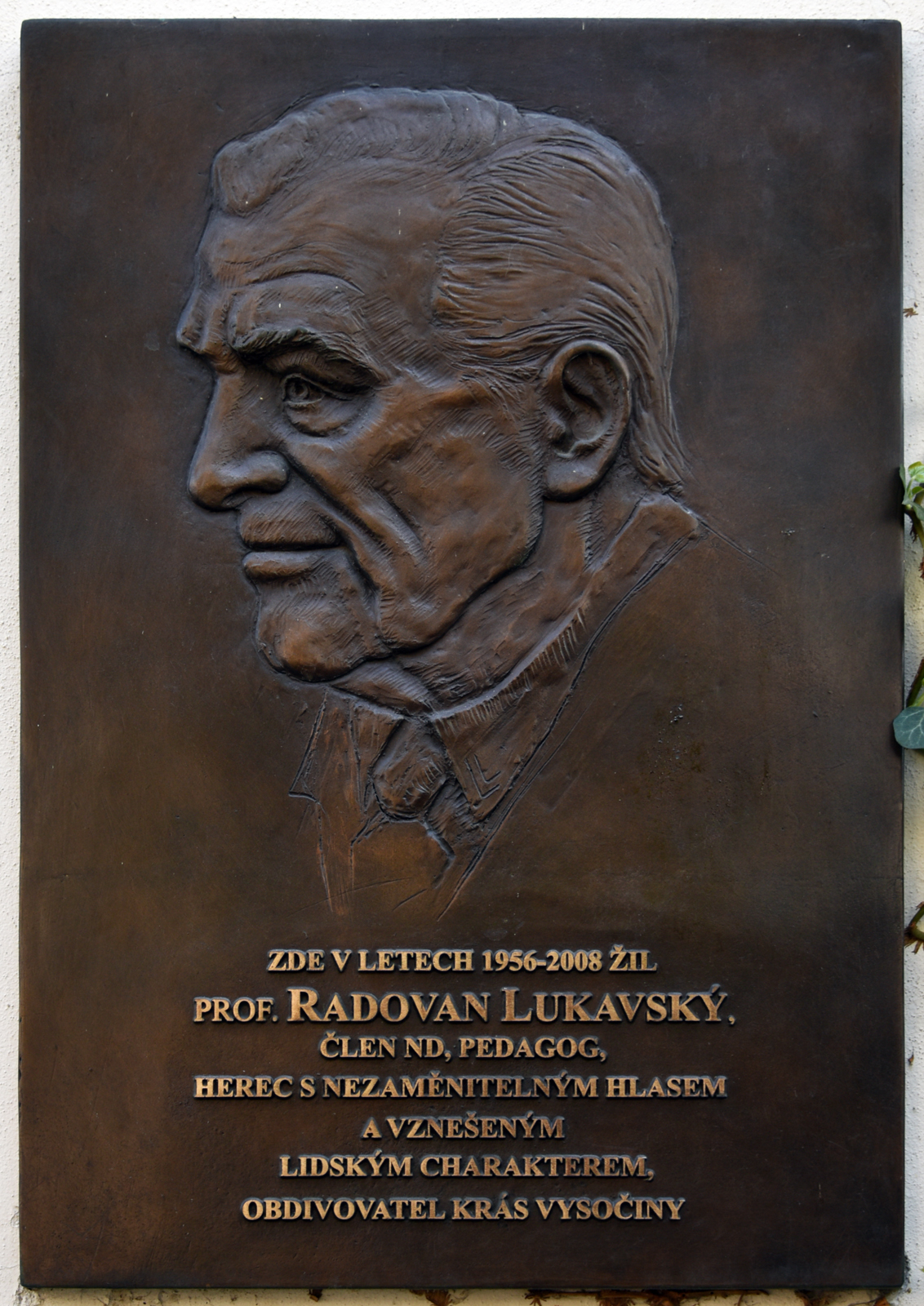
Gedenktafel Radovan Lukavský

### Schauspiel
- 1946: Muzi bez krídel
- 1946: Herrenvolk (Nadlide)
- 1948: Bílá tma
- 1949: Nemá barikáda
- 1949: Frühlingsstürme (Revolucni rok 1848)
- 1949: Pan Habetín odchází
- 1951: Wir sind nicht allein (Zocelení)
- 1951: Das Geständnis (Priznání)
- 1951: Temno
- 1952: Ein Rebell (Mikolás Ales)
- 1952: Akce B
- 1952: Ganze Kerle (Milujeme)
- 1953: Junge Jahre (Mladá léta)
- 1953: Nástup
- 1953: Geheimnis des Blutes (Tajemství krve)
- 1953: Dvaasedmdesátka
- 1955: Die Hundsköpfe (Psohlavci)
- 1955: Punta a ctyrlístek
- 1955: Jan Hus
- 1956: Verbrechen am Windberg (Vetrná hora)
- 1956: Jan Zizka
- 1956: Stríbrný vítr
- 1957: Hänschens große Reise (Honzíkova cesta)
- 1957: Großvater Automobil (Dedecek automobil)
- 1957: Ztracenci
- 1957: V pátek ráno (Kurzfilm)
- 1957: Proti vsem
- 1957: An der Endstation (Tam na konecne)
- 1958: Stenata
- 1958: Der Tod im Sattel (Smrt v sedle)
- 1959: König des Böhmerwaldes (Král Sumavy)
- 1959: Návsteva
- 1960: Das höhere Prinzip (Vyssí princip)
- 1960: Tríminutový rozhovor (Fernsehfilm)
- 1961: Verräter im Netz (Páté oddelení)
- 1961: Fesseln (Pouta)
- 1962: Der kleine Bobesch (Malý Bobes)
- 1962: Der Mann aus dem 1. Jahrhundert (Muz z prvního století)
- 1962: Zelené obzory
- 1962: Der kleine Bobesch in der Stadt (Malý Bobes ve meste)
- 1962: Festung am Rhein (Pevnost na Rýne)
- 1963: Horoucí srdce
- 1963: Ikarie XB 1
- 1963: Der Andere neben dir (Fernsehfilm)
- 1963: Tri zlaté vlasy deda Vseveda
- 1963: Prazské blues
- 1964: Sach mat (Fernsehfilm)
- 1965: Zvony pre bosých
- 1965: Mord vor der Kamera (Pet miliónu svedku)
- 1966: Cerná ovce (Fernsehfilm)
- 1966: Cesta reky k mori (Fernsehfilm)
- 1967: Waterloo (Fernsehfilm)
- 1967: Dívka s tremi velbloudy
- 1967: Lucerna (Fernsehfilm)
- 1967: Tezká srdecní komplikace (Fernsehfilm)
- 1967: Dino (Fernsehfilm)
- 1968: Drak sa vracia
- 1968: Jádro veci (Fernsehfilm)
- 1968: Vernunftehen (Snatky z rozumu) (Fernsehserie, 4 Episoden)
- 1968: Pan Jordán a Habada (Fernsehfilm)
- 1968: Dreyfusova aféra (Mini-Serie)
- 1969: Bellevue (Fernsehfilm)
- 1970: Ezop
- 1970: Prípad pro zacínajícího kata
- 1970: Die blinden Ameisen (Fernsehfilm)
- 1970: Chvojka (Fernsehfilm)
- 1970: Návstevy
- 1971: Einen Vater für Sonntags (Tatínek na nedeli)
- 1971: Zvlástní prípad (Fernsehfilm)
- 1971: Touha Sherlocka Holmese
- 1971: Mrtvý princ (Fernsehfilm)
- 1971: Der junge Herr Vek (F.L. Vek) (Fernsehserie, 8 Episoden)
- 1972: Lekce
- 1972: Der schwarze Wolf (Cerný vlk)
- 1972: Kat nepocká (Fernsehfilm)
- 1972: Goldene Hochzeit (Zlatá svatba)
- 1972: Z pohádky do pohádky (Fernsehfilm)
- 1972: Studánka bílé panenky (Fernsehfilm)
- 1972: Román lásky a cti (Fernsehfilm)
- 1972: Magnolia (Fernsehfilm)
- 1972 Královská ozvena (Fernsehfilm)
- 1972: Kamenný kvítek (Fernsehfilm)
- 1973: Die Elixiere des Teufels
- 1973: Alibaba und der Kommissar (Vetrne more)
- 1973: Verdacht (Podezrení)
- 1973: Poklad krále Davida (Fernsehfilm)
- 1973: Otcova slnecnica (Fernsehfilm)
- 1975: Der letzte Ball auf der Schwimmschule (Poslední ples na roznovske plovarne)
- 1975: Des Christoffel von Grimmelshausen abenteuerlicher Simplicissimus (Fernsehserie, 2 Episoden)
- 1975: Akce v Istanbulu
- 1975: My z konce sveta (Fernsehserie, 13 Episoden)
- 1976: Die kleine Meerjungfrau (Malá mořská víla)
- 1976: Az bude padat hvezda (Fernsehfilm)
- 1976: Die Kriminalfälle des Majors Zeman (30 prípadu majora Zemana) (Fernsehserie, Episode 1x09)
- 1977: Dum na porící
- 1977: Louis Pasteur (Fernsehserie, Episode 1x01)
- 1977: Patience (Pasiáns)
- 1977: Palicova dcera (Fernsehfilm)
- 1978: Ein stiller Amerikaner in Prag (Tichý American v Praze)
- 1978: Stumme Zeugen (Zlaté rybky)
- 1978: Snehurka (Fernsehfilm)
- 1979: Theodor Chindler (Mini-Serie)
- 1979: Zadrzitelný vzestup Arthura Uie (Fernsehfilm)
- 1980: Die Kriminalfälle des Majors Zeman (30 prípadu majora Zemana) (Fernsehserie, 2 Episoden)
- 1980: Dnes v jednom dome (Fernsehserie, 9 Episoden)
- 1980: Rukojmí v Bella Vista
- 1980: Jak napálit advokáta
- 1980: Výhoda (Fernsehfilm)
- 1980: Signum Laudis
- 1980: Svítalo celou noc
- 1980: Das Geheimnis der Teufelstasche (Tajemství dáblovy kapsy)
- 1981: Romaneto
- 1981: Opera ve vinici
- 1981: Az já budu velká (Fernsehfilm)
- 1982: Ein schönes Wochenende (Zelená vlna)
- 1982 Proc se vrazdí starsí dámy (Fernsehfilm)
- 1982 Cas cerný jako voda (Fernsehfilm)
- 1982: Jehla (Fernsehfilm)
- 1983: Prítel (Fernsehfilm)
- 1983: Bakalári (Fernsehserie)
- 1983: Schùzka se stíny
- 1983: Putování Jana Amose
- 1983: Vzpurní svedkové (Fernsehfilm)
- 1983: Tazní ptáci (Fernsehfilm)
- 1984: Zachvev strachu
- 1984: Moje srdcová sedma (Mini-Serie)
- 1984: Chytrá princezna (Fernsehfilm)
- 1985: Skalpel, prosím
- 1985: Eine zu große Chance (Prílis velká sance)
- 1985: Der dritte Drache (Tretí sarkan)
- 1985: Poslední sance (Fernsehfilm)
- 1985: Gobseck (Fernsehfilm)
- 1986: Veronika
- 1986: Zlá krev (Mini-Serie, 2 Episoden)
- 1986: Synové a dcery Jakuba skláre (Fernsehserie, 2 Episoden)
- 1986: Prátelé (Fernsehfilm)
- 1986: Ctvrtá strana trojuhelniku (Fernsehfilm)
- 1987: Muj hrísny muz
- 1987: O houslích krále snu (Fernsehfilm)
- 1987: O Háderunovi a víle Elóre (Fernsehfilm)
- 1987: Die Pfauenfeder (Pávie pierko)
- 1988: Rukojmí (Fernsehfilm)
- 1988: Putování po Blazenych ostrovech (Fernsehfilm)
- 1988: Motanice (Fernsehfilm)
- 1988: Lékari (Fernsehfilm)
- 1989: Tichy spolecnik
- 1989: Dobrodruzství kriminalistiky (Fernsehserie, Episode 1x02)
- 1991: Romeo a Julie (Kurzfilm)
- 1991: Pohádka o touze (Fernsehfilm)
- 1992: Pravda a lez (Fernsehfilm)
- 1992: Podivná letecká spolecnost (Fernsehfilm)
- 1992: Noc pastýru (Fernsehfilm)
- 1992: Náhrdelník (Fernsehserie, 5 Episoden)
- 1993: La grande collection (Fernsehserie)
- 1993: O dvou sestrách a Nocní kvetine (Fernsehfilm)
- 1994: Zdislava z Lemberka
- 1994: Tri Alberti a slecna Matylda (Fernsehfilm)
- 1995: Ma je pomsta
- 1995: La casa rosa (Fernsehfilm)
- 1995: Den, kdy unesli papeze (Fernsehfilm)
- 1997: Die Perlenjungfrau (O perlové panně)
- 1998: O pysném panovníkovi (Fernsehfilm)
- 1999: Pod prahem (Kurzfilm)
- 2000: Ortel (Fernsehfilm)
- 2003: Cetnické humoresky (Fernsehserie, Episode 2x05)
- 2004: Tri dámy s pistolí (Fernsehfilm)
- 2005: Strázce dusí (Fernsehserie, Episode 1x07)
- 2005: Hrubes a Mares jsou kamarádi do deste
- 2006: Náves (Fernsehserie, Episode 1x04)
- 2007: Maharal – tajemstvi talismanu

### Synchronsprecher

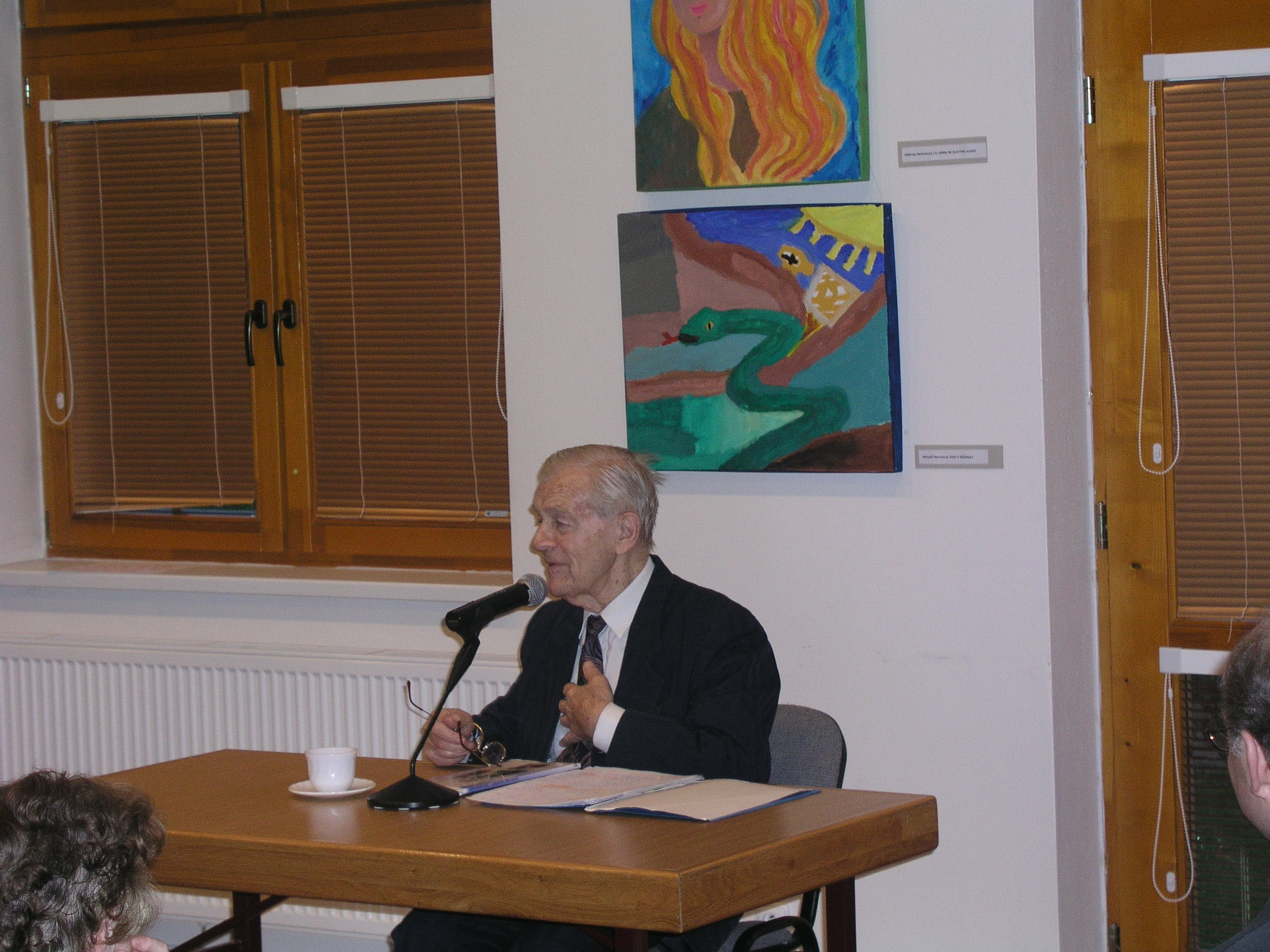
Radovan Lukavský (2006)

- 1955: Císarovy nové saty (Kurzfilm, Sprechrolle)
- 1956: Synove hor (Sprechrolle)
- 1957: Poucení (Kurzfilm, Sprechrolle)
- 1958: Dést padá shora (Erzähler)
- 1972: Zajíc pres cestu (Kurzfilm, Sprechrolle)
- 1976: O mistru Hanusovi (Kurzfilm, Erzähler)
- 1982: O labuti (Fernsehfilm, Sprechrolle)
- 1988: Dýmka míru (Kurzfilm, Erzähler)
- 1988: Cirkus Humberto (Fernsehserie, 12 Episoden, Sprechrolle)
- 1994: Marie Ruzicka (Mini-Serie, 2 Episoden, Sprechrolle)
- 1995: Muz v pozadí (Mini-Serie, 4 Episoden, Erzähler)